# Mézières-en-Gâtinais
Mézières-en-Gâtinais är en kommun i departementet Loiret i regionen Centre-Val de Loire strax norr Frankrikes mitt. Kommunen ligger i kantonen Bellegarde som tillhör arrondissementet Montargis. År 2022 hade Mézières-en-Gâtinais 259 invånare.

## Befolkningsutveckling
Antalet invånare i kommunen Mézières-en-Gâtinais
| Referens: INSEE |